# Luz do Mundo (álbum de Eli Soares)
Luz do Mundo é o primeiro álbum ao vivo do cantor brasileiro Eli Soares, lançado em 2016 pela Universal Music.
O álbum foi gravado ao vivo no dia 22 de agosto de 2015, com um show para mais de 6 mil pessoas, na Assembleia de Deus Vitória em Cristo, que fica no bairro da Penha, Zona Norte do Rio de Janeiro.
O álbum também foi lançado em DVD e traz a participação da esposa do cantor, Késia Soares, na canção "Mais Que o Mundo".
Na ficha técnica ainda há participações de vários músicos, dentre eles Alexandre Fininho (bateria), Junior Braguinha (baixo), Marcus Abjaud (teclado), Cacau Santos (guitarra e violão), Josué Lopes (sax) e Cainã Cavalcante (violão). Todas as canções foram escritas por Eli Soares.
E também o lançamento do clipe do primeiro single, “Eu Sou”, no canal VEVO do cantor, que já apresenta uma prévia do DVD. A direção de vídeo ficou a cargo de Alex Passos e o projeto gráfico foi produzido pela Quartel Design.

## Faixas

### Faixas do CD
1. Minha Oração
2. Casa de Deus
3. Eu Sou
4. Os Anjos Te Louvam
5. Crente Que Ora
6. Amor de Pai
7. Meu Amanhã
8. Me Ajude a Melhorar
9. Obrigado
10. Lembranças
11. O Melhor Lugar do Mundo
12. Graça
13. Tudo Que Eu Sou

### Faixas do DVD
1. Minha Oração
2. Casa de Deus
3. Eu Sou
4. Os Anjos Te Louvam
5. Crente Que Ora
6. Rocha
7. Amor de Pai
8. Meu Amanhã
9. Me Ajude a Melhorar
10. Obrigado
11. Lembranças
12. Deus Está Aqui
13. O Melhor Lugar do Mundo
14. Mais Que o Mundo (feat. Késia Soares)
15. Morada
16. Me Deixa Te Sentir
17. Graça
18. Tudo Que Eu Sou
19. Elo (Instrumental)